# Martin Hanngren
Gustaf Martin Hanngren, född den 24 maj 1880 i Dala-Husby socken, död den 31 juli 1945 i Stockholm, var en svensk militär. Han var son till Gustaf Hanngren.
Hanngren blev underlöjtnant vid Dalregementet 1900, genomgick Krigshögskolan, fullgjorde aspiranttjänstgöring och utnämndes till löjtnant vid Generalstaben 1911, där han efter vederbörlig trupptjänstgöring befordrades till major 1920 och till överstelöjtnant 1926. År 1926 förflyttades han till Värmlands regemente, blev 1928 överstelöjtnant vid Svea livgarde, 1929 överste i armén, var 1929–1936 överste och chef för Norra skånska infanteriregementet och blev 1936 generalmajor och inspektör för infanteriet. Han gick i pension och utnämndes till generallöjtnant 1945. Hanngren var flygspanare 1912–1913, tjänstgjorde vid Lantförsvarets kommandoexpedition 1912–1914, var stabschef vid kommendantskapet i Boden 1914–1917, vid Första arméfördelningen 1920–1926 och tillförordnad chef för Krigshögskolan 1928–1929. Han invaldes som ledamot av Krigsvetenskapsakademien 1928.

## Utmärkelser
- Riddare av Svärdsorden, 1921[2]
- Kommendör av andra klassen av Svärdsorden, 1932[3]
- Kommendör av första klassen av Svärdsorden, 1935[4].